# Valaire
Valaire ist eine französische Gemeinde mit 84 Einwohnern (Stand: 1. Januar 2022) im Département Loir-et-Cher in der Region Centre-Val de Loire; sie gehört zum Arrondissement Blois und zum Kanton Blois-3. 

## Geographie
Die Gemeinde Valaire liegt etwa acht Kilometer südlich von Blois am Westrand der Seenlandschaft Sologne. Umgeben wird Valaire von den Nachbargemeinden Candé-sur-Beuvron im Norden, Les Montils im Nordosten, Monthou-sur-Bièvre im Osten und Süden sowie Chaumont-sur-Loire im Westen.

## Bevölkerungsentwicklung
| Jahr                       | 1962 | 1968 | 1975 | 1982 | 1990 | 1999 | 2010 | 2021 |
| Einwohner                  | 101  | 88   | 91   | 86   | 82   | 87   | 75   | 84   |
| Quellen: Cassini und INSEE |      |      |      |      |      |      |      |      |

## Sehenswürdigkeiten
- Kirche Notre-Dame
- Zen-Buddhismus-Tempel von La Gendronnière, 1980 begründet

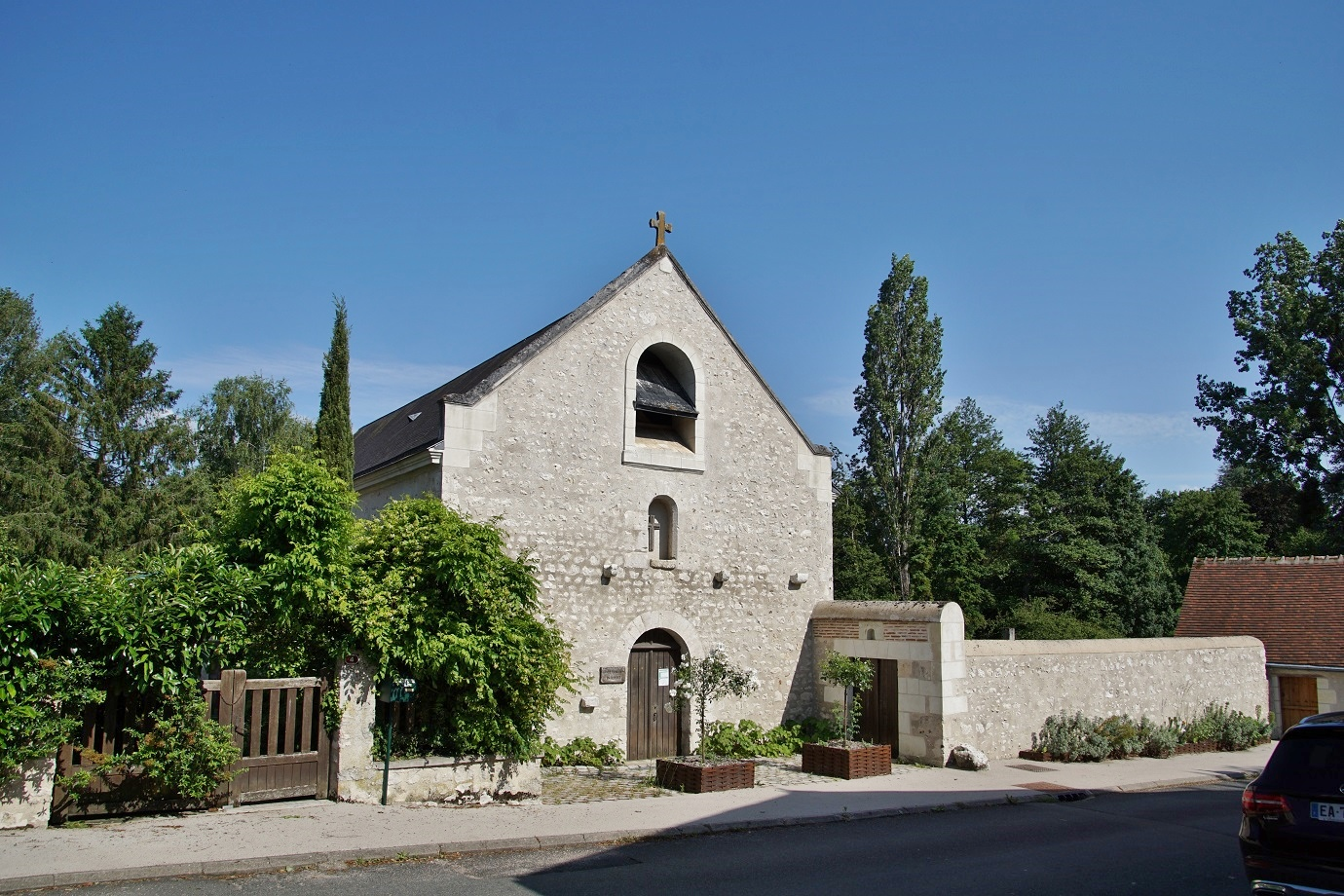
Kirche Notre-Dame
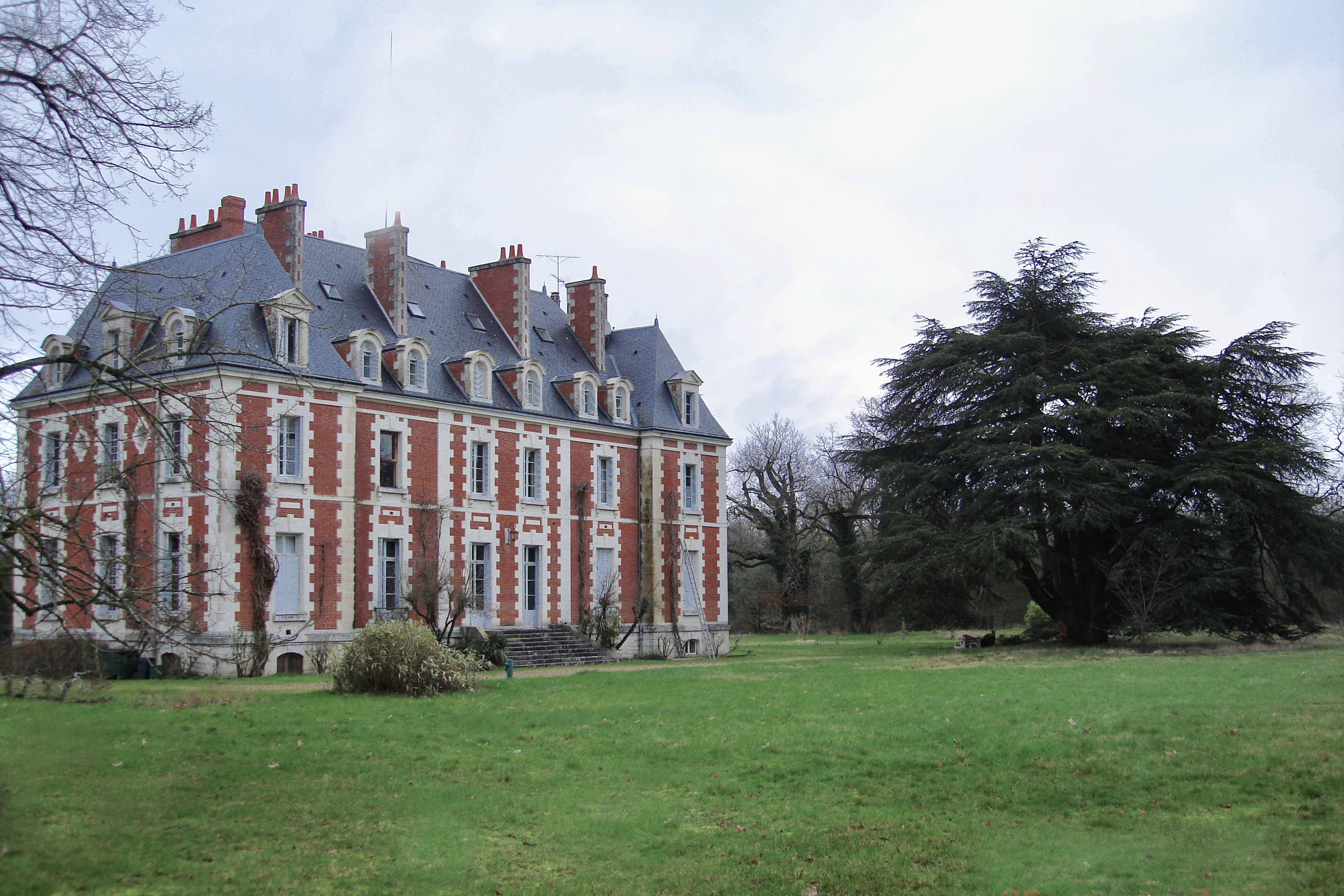
Zen-Buddhismus-Tempel